# Rhodacarellus maxidactylus
Rhodacarellus maxidactylus är en spindeldjursart som beskrevs av Wolfgang Karg 2000. Rhodacarellus maxidactylus ingår i släktet Rhodacarellus och familjen Rhodacaridae. Inga underarter finns listade i Catalogue of Life.